# Lotononis pariflora
Lotononis pariflora är en ärtväxtart som beskrevs av Nicholas Edward Brown. Lotononis pariflora ingår i släktet Lotononis och familjen ärtväxter. Inga underarter finns listade i Catalogue of Life.